# Vallée des Ormonts
Pour les articles homonymes, voir Ormont.
La vallée des Ormonts est une vallée des Préalpes vaudoises située sur le territoire du district d'Aigle dans le canton de Vaud en Suisse. Elle est une vallée latérale de la vallée du Rhône.

## Toponymie
En raison de la forme in Ormont de 1232 à 1345, la forme au singulier devrait être utilisée et ainsi parler de la vallée d'Ormont. Aucune certitude n'est établie sur l'étymologie de ce nom. Il s'agirait soit de la « montagne à l'ours », soit du « mont de l'or » découlant de la forme vallis Aureimontis de 1496. Une mention du compte de l'année 1324-1325 de la châtellenie d'Allinges-Thonon qui pourrait se rapporter à Ormont donne la forme apud auream montem.

## Géographie
Située dans les Préalpes vaudoises, la vallée des Ormonts commence au col du Pillon au-dessus du village des Diablerets, suit une direction ouest jusqu'au Sépey, puis sud-ouest jusqu'à Aigle dans la plaine du Rhône. La vallée est drainée par la Grande Eau qui se jette dans le Rhône à l'aval d'Aigle.
Les glaciers de la dernière ère glaciaire ont modelé la forme générale de la vallée. Dans sa partie inférieure, la Grande Eau a profondément entaillé la vallée avec comme résultat des versants pentus fluviaux et des gorges.
La vallée est une importante voie de communication régionale. La route principale 11 permet de relier le Chablais vaudois au Pays d'Enhaut par le col des Mosses. Depuis Château-d'Œx dans le Pays d'Enhaut, la H11 continue à l'est en direction de l'Oberland bernois et rejoint Spiez au bord du lac de Thoune par le Simmental. À l'ouest, la route cantonale mène à la Gruyère et ainsi au Moyen pays et à l'autoroute A12. Le col du Pillon relie Les Diablerets à Gsteig et Gstaad dans l'Oberland bernois et permet de rejoindre la H11. La route du col de la Croix relie Les Diablerets et Villars-sur-Ollon.

## Transports
- Route principale 11 : Vionnaz - col des Mosses - Château-d’Œx - Zweisimmen - Interlaken - Wassen
- Ligne ferroviaire ASD : Aigle - Le Sépey - Les Diablerets
- A9 (Brigue-Lausanne-Vallorbe)  17 (Aigle)

## Histoire
Au Moyen Âge, la vallée, qui dépendait de l'abbaye de Saint-Maurice, passa sous la domination de divers vassaux de la maison de Savoie (Pontverre, Saillon, Thomé). Lors des guerres de Bourgogne, les Bernois descendirent sur Aigle pour intercepter les renforts de Charles le Téméraire ; ils prirent possession de la région et firent des Ormonts l'un des quatre mandements du gouvernement d'Aigle (1475-1798).
Paroisse avant 1287, desservie par l'église Saint-Maurice de Cergnat (commune d'Ormont-Dessous), la vallée se scinda en paroisses d'Ormont-Dessus et d'Ormont-Dessous en 1480, puis définitivement à la Réforme. Celle-ci fut imposée en 1529 malgré une forte résistance de la population. En 1798, les Ormonans combattirent les troupes révolutionnaires. Les Ormonts forment un cercle du district d'Aigle depuis 1798 et furent le siège d'une préfecture de 1832 à 1886.
Les Ormonts, caractérisés par leur habitat dispersé et un très grand morcellement de la propriété, pratiquèrent un système complexe de migrations pastorales saisonnières (« remuages »). Céréales et pommes de terre, cultivées parfois jusqu'à 1 400 m, firent place à l'élevage dès la fin du XIXe siècle.
L'ouverture de la route Aigle-Le Sépey (1839)-Les Diablerets (1871) désenclava la vallée. En 1914, la ligne de chemin de fer Aigle-Sépey-Diablerets contribua au développement des sports d'hiver et à la construction d'hôtels et de résidences secondaires, faisant du tourisme l'une des principales ressources de la région.